# Васильева, Ольга Алексеевна
О́льга Алексе́евна Васи́льева (род. 1972) — российская актриса театра и кино, педагог.

## Биография
Ольга Васильева родилась в Кишинёве 3 июля 1972 года.
Училась на филологическом факультете Петербургского педагогического университета и одновременно занималась в театральной студии при «Театре Поколений» под руководством Зиновия Корогодского. Окончив обучение в ВУЗе в 1995 году, в 1996 году поступила в ассистентуру кафедры сценической речи ГИТИСа. Начиная с 1998 года преподаёт в ГИТИСе.
Начиная с 2002 года работает с Московским областным драматическим театром им. А. Н. Островского в качестве педагога по сценической речи.

## Фильмография
- 2000 — Романовы. Венценосная семья — Великая княжна Мария Николаевна[2]
- 2003 — Лучший город Земли (телесериал) — эпизод
- 2004 — Пираты Эдельвейса / Edelweißpiraten (de[нем.])
- 2004 — Сон слепого человека — Надя
- 2005 — Мужчины не плачут 2 — Наташа
- 2006 — Карамболь (телесериал) — эпизод
- 2008 — Морской патруль (телесериал) — Людмила
- 2009 — Высший пилотаж (телесериал) — эпизод
- 2009 — Глухарь (телесериал) — Лида
- 2009 — Из жизни капитана Черняева (телесериал) — эпизод
- 2010 — Достоевский (телесериал) — эпизод
- 2010 — Супруги (телесериал)
- 2011 — Быть или не быть